# Aydın İbrahimov
Aydın Əli oğlu İbrahimov (ros. Айдын Али оглы Ибрагимов, ur. 17 września 1938 w Gandży, zm. 2 września 2021 w Baku) – radziecki zapaśnik walczący w stylu wolnym. Brązowy medalista olimpijski z Tokio 1964, w kategorii do 57 kg.
Złoty medalista mistrzostw świata w 1963. Mistrz Europy w 1966 roku.
Mistrz ZSRR w 1964; drugi w 1963; trzeci w 1960 i 1967 roku. Zakończył karierę w 1967 roku. Trener.